# Орашу-Ноу (комуна)
Орашу-Ноу (рум. Orașu Nou) — комуна у повіті Сату-Маре в Румунії. До складу комуни входять такі села (дані про населення за 2002 рік):
- Орашу-Ноу-Вій (450 осіб)
- Орашу-Ноу (1908 осіб) — адміністративний центр комуни
- Прілог-Вій (353 особи)
- Прілог (676 осіб)
- Реметя-Оашулуй (585 осіб)

Комуна розташована на відстані 435 км на північний захід від Бухареста, 30 км на схід від Сату-Маре, 119 км на північ від Клуж-Напоки.

## Населення
За даними перепису населення 2002 року у комуні проживали 6862 особи.
Національний склад населення комуни:
| Національність   | Кількість осіб | Відсоток |
| ---------------- | -------------- | -------- |
| румуни           | 4349           | 63,4%    |
| угорці           | 2370           | 34,5%    |
| цигани           | 136            | 2,0%     |
| німці            | 3              | < 0,1%   |
| українці         | 1              | < 0,1%   |
| росіяни-липовани | 1              | < 0,1%   |
| словаки          | 1              | < 0,1%   |

Рідною мовою назвали:
| Мова       | Кількість осіб | Відсоток |
| ---------- | -------------- | -------- |
| румунська  | 4351           | 63,4%    |
| угорська   | 2500           | 36,4%    |
| циганська  | 9              | 0,1%     |
| українська | 1              | < 0,1%   |

Склад населення комуни за віросповіданням:
| Релігія                             | Кількість осіб | Відсоток |
| ----------------------------------- | -------------- | -------- |
| православні                         | 4054           | 59,1%    |
| реформати                           | 2263           | 33,0%    |
| греко-католики                      | 150            | 2,2%     |
| п'ятдесятники                       | 135            | 2,0%     |
| римо-католики                       | 76             | 1,1%     |
| баптисти                            | 49             | 0,7%     |
| не релігійні                        | 36             | 0,5%     |
| адвентисти                          | 11             | 0,2%     |
| унітарії                            | 1              | < 0,1%   |
| лютерани (Аугсбурзького сповідання) | 1              | < 0,1%   |
| не вказали релігію                  | 5              | 0,1%     |